# Nový Bor
Nový Bor település Csehországban, Česká Lípa-i járásban. Nový Bor Okrouhlá, Polevsko, Skalice u České Lípy, Sloup v Čechách, Svor, Chotovice, Svojkov, Česká Lípa és Radvanec településekkel határos. Lakosainak száma 11 412 fő (2024. január 1.).

## Népesség
A település lakosságának változását az alábbi diagram mutatja:
| Lakosok száma | 6300 | 8006 | 8862 | 7229 | 10 828 | 12 342 | 11 826 | 11 678 | 11 458 | 11 412 |
|               | 1869 | 1890 | 1921 | 1950 | 1980   | 2001   | 2017   | 2019   | 2022   | 2024   |